# Wolf von Westarp

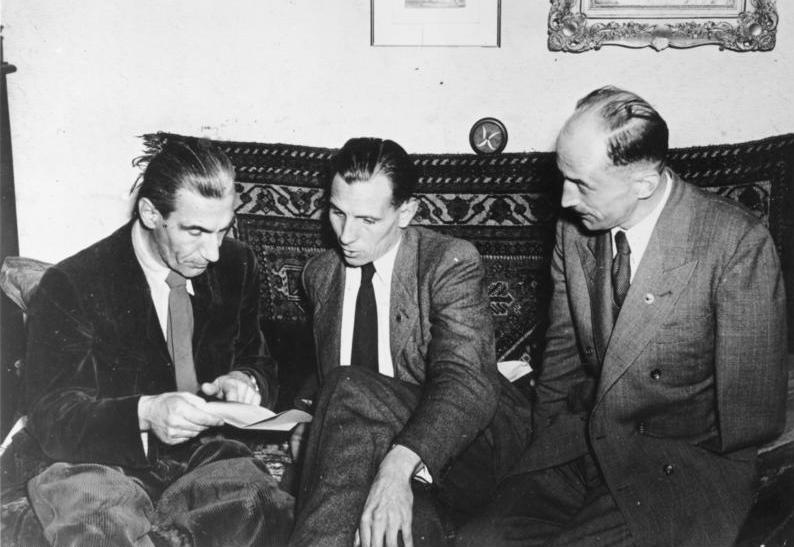
V. l. n. r. Fritz Dorls, Otto Ernst Remer und Wolf Graf von Westarp (1952)

Wolf Graf von Westarp (* 9. Juli 1910 in Hamburg; † 20. April 1982 in Dülmen) war ein deutscher Politiker (SRP). Er war Abgeordneter im Niedersächsischen Landtag.

## Leben
Von 1916 bis 1923 wurde er von einem Hauslehrer unterrichtet. Von 1923 bis 1926 folgte zunächst eine Landwirtschaftliche Schule, dann eine evangelische pädagogische Hochschule. 1932 bis 1935 studierte er mit Unterbrechung in München, Berlin und London. Vom 3. Mai 1932 bis 1. April 1933 schob er ein Volontariat bei der Augsburger Zeitung ein, es folgten journalistische Tätigkeiten z. T. als Ressortleiter zunächst als  Auslandsberichterstatter für die Deutsche Allgemeine Zeitung (1936), später für die Kötherische Zeitung, das Hannoversches Tageblatt (1938), Hannoverscher Kurier (1941–1942) seit September 1944 war er erwerbslos. Im Juni und Juli 1938 hatte er die Funktion eines stellvertretenden Hauptschriftleiters beim Köthener und Leipziger Horst Weber-Verlag.
Vom März 1931 bis März 1932 war er Mitglied des NS-Schülerbundes, und von 1933 bis 1937 war er Mitglied der Allgemeinen SS (SS-Nummer 208.630). Daneben gehörte er vom November 1933 bis April 1945 der Reichspressekammer und von März 1935 ebenfalls bis April 1945 der Deutschen Jägerschaft an.
Er kehrte als Schwerkriegsbeschädigter aus dem Zweiten Weltkrieg zurück, da er dort einen Arm verlor.
In seinem Entnazifizierungs-Fragebogen vom 11. Juli 1946 machte Westarp falsche Angaben zur Dauer seiner SS-Mitgliedschaft, er sei schon 1934 ausgetreten. Die Überprüfung seines Falles durch das Berlin Document Center führte zu Ermittlungen. Am 17. August 1949 wurde er deshalb vom Militärgericht Hannover zu 100 Mark Geldstrafe verurteilt. Im Jahr 1949 war er neben Fritz Dorls und Otto Ernst Remer Mitbegründer und Vorstandsmitglied der Sozialistischen Reichspartei (SRP), für die er in der zweiten Wahlperiode Mitglied des Niedersächsischen Landtages war. Er war Vorsitzender der SRP-Landtagsfraktion.
Anfang September 1951 verlangte Westarp vom DGB-Vorsitzenden Christian Fette die Zurücknahme der Behauptung, dass Westarp mit KP-Funktionären wegen eines Bündnisses gegen den DGB verhandelt habe. Im Namen der Parteiführung gab Westarp Anfang April 1952 bekannt, dass die Bereitschaft der Partei bestehe, Bevollmächtigte zur Vorbereitung gesamtdeutscher Wahlen in die DDR zu entsenden. Nach Differenzen mit den anderen Vorsitzenden der SRP, Dorls und Remer, im August 1952, vor allem wegen des beginnenden Verbotsverfahrens gegen die SRP, legte Westarp am 12. August 1952 seine Parteiämter nieder. Vier Tage später wurde er aus der SRP ausgeschlossen. Er gehörte dem Landtag noch bis zum 3. September 1952 als fraktionsloser Abgeordneter an. Nach seinem Auszug rückte für ihn Johann Flegel nach, der nach zwei Wochen wegen des SRP-Verbots ausschied.

## Familie
Wolf von Westarp war Sohn eines Hamburger Schriftstellers und entstammte dem Adelsgeschlecht Westarp, einer morganatischen Linie der Askanier. Sein Großvater war der Verwaltungsjurist Otto von Westarp. Ein Cousin ersten Grades war der Marineoffizier und Industrielle Theodor von Westarp, ein Cousin zweiten Grades der Schriftsteller Eberhard-Joachim von Westarp und eine Cousine dritten Grades das Mordopfer Haila von Westarp, ein Mitglied der Thule-Gesellschaft. Vettern des Vaters von Wolf von Westarp waren der Politiker Kuno von Westarp und der Generalleutnant Adolf von Westarp.